# 新·假面騎士
《新·假面騎士》是2023年3月18日上映的日本特攝電影，改編自石之森章太郎創作的特攝劇《假面騎士》，由庵野秀明編劇和執導，屬於「新·日本英雄宇宙」系列的第4部電影作品。本片為《假面騎士系列》誕生50周年企劃作品之一，亦是繼《假面騎士 THE FIRST》之後，初代《假面騎士》的第二次重拍作品。由池松壯亮、濱邊美波、柄本佑主演。劇情描述一名男子，及其女性同伴試圖消滅將他轉變為蝗蟲型合成強化人的非法組織，並阻止他們征服日本社會的計劃。
庵野秀明在2012年拍攝《福音戰士新劇場版：Q》期間與東映製片人紀伊宗之締結友誼，並首次提出了這個企畫案。最初東映計劃在2021年上映該片，但由於嚴重特殊傳染性肺炎疫情，造成製作延遲。主要攝影於2021年10月3日開始，並在2022年1月底結束。
該片於2023年3月17日在日本部分影院首映，並於3月18日全國上映，票房收入達1,602萬美元，並獲得大多數影評人的正面評價。7月21日，該片在亞馬遜Amazon Prime Video上獨家發行，涵蓋全球200多個地區。本片已成為現階段歷代《假面騎士》系列電影中票房最佳的作品，在日本國內的票房數字約為23.2億日圓。

## 剧情
本鄉猛和绿川瑠璃子在开场从SHOCKER组织逃脫，并被SHOCKER派出的蜘蛛强化人及低階成員追杀。瑠璃子被低階成員抓住，然而本鄉猛变身为蝗虫強化人，在轉眼间打败了这些低階成員救出瑠璃子，并躲进山上的一間安全屋。瑠璃子的父亲，亦為SHOCKER的科學家绿川弘在該處現身，并透露他已将本鄉猛改造出全新的身体，成為昆蟲合成型強化手術計畫的傑作，藉由“氣”的力量来完成合成強化人形态的转变。不幸的是，由於瑠璃子身上先前已被放置追蹤器，绿川博士随即遭到循跡而來的蜘蛛强化人杀害化為泡沫而死，瑠璃子則是再度被擒並遭帶走，而本鄉猛在駕著旋风号追蹤同時变身为蝗虫強化人，以“假面骑士”的名义打败蜘蛛强化人。
雖然擊敗了敵人，本鄉的心境卻感到極為複雜。瑠璃子也告誡本鄉，自SHOCKER出身者一旦死去，最終都只會走向化為泡沫而亡的命運，也包括他們兩人自己在內。
兩人在到達另一個藏身處後，卻發現有不速之客到來。政府人员“立花”與情报机构人员“泷”出现在本乡和瑠璃子面前，表示政府将会保护他們和提供情报，要求兩人配合消灭SHOCKER并与政府合作。瑠璃子透露SHOCKER是个非法组织，成立的目的並非要带领人类走向幸福，而是为了拯救身处最深層绝望中的人类。瑠璃子离开對是否繼續战斗仍有猶豫的本乡，独自尋訪SHOCKER的首席生物化学研究员蝙蝠強化人。然而，自从目睹瑠璃子的父亲之死后，想以自身所拥有强大力量守護他人的本乡，决定对抗蝙蝠强化人并将其打败。另一方面，瑠璃子的哥哥绿川一郎认为她会和本乡一起出现，并准备了和本乡一样成为蝗蟲合成強化人，但開發技术更加完美的一文字隼人。
立花和泷的手下在没有本乡帮助之下，自力消灭使用剧毒化学武器的毒蠍強化人，并製作出萃取相关毒性成分的子彈。随后，本乡一行接獲要求打败黃蜂強化人，但她是瑠璃子最亲密的朋友。黃蜂強化人敦促本乡和瑠璃子回归SHOCKER，但当他们拒绝时，黃蜂強化人使用部下的“气”变身展开攻擊，并对城市里的人展開洗脑和操纵。为了摧毁黃蜂对人们洗脑的系统，瑠璃子独自前往黃蜂的藏身处，隨後趕到的本鄉則以自高空躍下吸收風力能量的方式，將洗脑系统的伺服器摧毀。黃蜂與本鄉對戰之後敗陣，而尽管瑠璃子和本乡不想对黄蜂痛下杀手且勸她投降，但黃蜂仍被瀧使用含有毒蠍強化人毒素的子彈所杀。
一郎羽化之後，消滅了前來袭击其藏身处的政府特遣队。但在驗屍時卻發現，所有死者均在没有受到任何外部伤害的情况下带着微笑死去。瑠璃子表示這是因為死者的「氣」均被一郎奪去之故。瑠璃子並告诉本乡，绿川一郎由於童年时母亲遭到隨機殺人犯杀害後，对無理的暴力心懷愤慨，希望“创造一个没有暴力的世界” 。他所制定的计畫，就是将全人类送往“人居世界”的“人居计畫” ，而所谓人居世界，则是一个只有“气”而没有肉体的灵魂世界（但以瑠璃子的說法，則是形同「地獄」），因此他正在窃取活人的“气”。
为了阻止计畫，兩人前往一郎的藏身处。他们计划以读取对方的資料来达到目的，但是瑠璃子在承受一郎压倒性的力量后昏厥。绿川一郎派出一文字隼人与本乡对战，在對戰中一文字雖踢斷了本乡的左腿，但在瑠璃子的计谋下，讓隼人从SHOCKER的洗脑中淨化解脱。然而，瑠璃子卻被三種合成型合成強化人螳螂变色龙突襲而身受致命伤，死在本乡面前。聽到瑠璃子於自己的面具中所留下的遺言後，使本鄉痛哭失聲，但他在對立花與瀧訴說自己決定跨越過往的絕望而奮戰的心境後，表明要繼承瑠璃子的遺志。 
本乡带着瑠璃子所留下的程式，向隼人提議共同前往一郎的藏身处（即SHOCKER的基地），但隼人由於不相信反SHOCKER同盟的政府人員而不願同行，本鄉只好獨自前往。途中出現一郎所派出的11名大量產生型多形性蝗蟲強化人前來阻擋，使本鄉陷入危機，此時隼人现身，並自称“假面骑士第2号”协助本乡。击败蝗蟲強化人軍團后，两人与变身为“假面骑士第0号”的一郎战斗。在苦戰纏鬥之下，本乡與一文字終於设法擊碎假面骑士第0号的頭盔，並由本鄉將自己的頭盔讓一郎戴上，使一郎與瑠璃子的意識得以對話。最終，一郎被瑠璃子的意識說服，決定放棄自己的計畫，但他在對戰过程中與本鄉都耗盡了「氣」，而告雙雙殞命。本鄉臨死前，則将头盔和红色围巾託付给隼人，請隼人繼承自己與瑠璃子的意志繼續奮戰。
而後，隼人戴上經過政府單位協助修復後，色調煥然一新的本乡头盔，头盔中载有本乡的意识，继续以「假面骑士第2+1號」之身战斗下去。

## 登場角色
本鄉猛
飾演者：池松壯亮
本作的主角之一，也是SHOCKER的蝗蟲型合成強化人（Augment）。在將綠川瑠璃子從SHOCKER組織救出後，用「假面騎士」名義與瑠璃子共同行動。並以提供戒護與相關情報為交換條件，接受政府方面「立花」與「瀧」兩人的委託，以「反SHOCKER同盟」的名義彼此合作，開始對抗SHOCKER。
與原作相同，設定為具有头脑敏锐與运动细胞佳的特質，但也遭瑠璃子明確指出有不善于与人交流的溝通障礙，且因而沒有就業，機車則為自己唯一的愛好。但片中對於本鄉溝通障礙的部分則常被瑠璃子評為「過度善良」，本鄉對於自己遭到綠川博士擅自改造之事也未曾表達怒意，並經常為了他人而盡己之力。
綠川瑠璃子
飾演者：濱邊美波
女主角，綠川博士的女兒，原為SHOCKER成員，由於對組織的理念產生疑問，開始與本鄉合作共同對抗SHOCKER。常說的口頭禪是「我隨時都準備周到」，個性冷靜沉著，頭腦聰慧。
但實際上她是從SHOCKER的人工子宮實驗中殘存下來，基因資訊承繼自綠川博士的生體電腦，可經由雙眼所見，將資料直接安裝到腦中。
一文字隼人
飾演者：柄本佑
本作的主角之一，原為新聞工作者，是SHOCKER所指派，企圖消滅組織叛徒本鄉猛的蝗蟲合成強化人，雖然遭到SHOCKER的洗腦，但因本身強韌的精神力之故，而並未喪失自己原本的個性。後來經瑠璃子解除SHOCKER的洗腦後與本鄉並肩作戰，並成為「假面騎士第2號」。
綠川弘博士
飾演者：塚本晉也
瑠璃子和一郎的父親，隸屬於SHOCKER的科學家，對本鄉施以合成強化手術。後遭蜘蛛強化人所殺害。1971年特攝版中為本鄉大學時期的恩師，但本片中則無此設定。
綠川一郎
飾演者：森山未來
綠川博士之子，瑠璃子的哥哥，亦為蝴蝶合成強化人「假面騎士第0號」。關於他的进一步背景故事，則在衍生漫画《这个世界上没有真正的安宁：新·假面骑士 SHOCKER Side》中有所敘述。

### SHOCKER
企圖征服世界的邪惡組織，為「Sustainable Happiness Organization with Computational Knowledge Embedded Remodeling」（透過嵌入式運算知識重組所產生之永續幸福組織）的簡稱。是為了執行人工智慧「I」所演算出的行動模組，而設立的非法組織。
SHOCKER創設者
飾演者：松尾鈴木
創設SHOCKER的日本大富豪，提案製造出世界最傑出的人工頭腦「I」並籌措資金。把「讓人類走向幸福」的指令賦予了「K」與「I」之後，自殺身亡。
蝙蝠強化人
飾演者：手塚通
SHOCKER麾下的高階成員合成強化人，為SHOCKER的生物化學主軸研究者。平時將翅膀隱藏，展開時可高速飛行。
在衍生漫畫《這個世界上沒有真正的安寧：新·假面騎士 SHOCKER Side》中，所設定的原本姓氏則為「多田野」。
人工智慧「I」
SHOCKER創設者生前出资开发，世界最傑出的人工智慧，創設者去世后一直经营管理SHOCKER。經由自己所創造出的外界觀測用AI「J」的升級版本「K」來獲得外界資訊，設定成以救贖陷入最深層絶望之人的行動模組，來獲得最大多數的最大幸福，即為人類幸福的理想目標。
外世界觀測用自律型人工智慧「K」
飾演者：松坂桃李（配音）
「I」所創造的外世界觀測用人工智慧「J」，經過一年後的升級版本。钦佩绿川一郎“创造一个没有暴力的世界”的愿望，并自愿成为他的教育者，帮助他实现此一理想。說話時會不時夾雜英語單字。
外形取自同為石之森章太郎原作的1973年特攝劇《机械刑警》中的主角「机械刑警K」。
蜘蛛強化人
飾演者：柏崎隼風（武術及動作演出）、大森南朋（配音）
SHOCKER麾下的高階成員合成強化人，負責將組織中的不安要素與背叛者消滅。
於衍生漫畫《这个世界上没有真正的安宁：新·假面骑士 SHOCKER Side》揭曉過去曾與一名叫「浩介」的同性戀者有密切關係，後者被同校校友發現性取向排擠而自殺；在霸凌者面前毫無勇氣地屈服後悔而燒毀自己皮膚，使被SHOCKER看上改造，也為本作世界觀第一位合成強化人。曾經受過剛進入SHOCKER，還年幼的一郎協助自己剷除組織背叛者，因此指導他自己武功知識。
弘美／黃蜂強化人
飾演者：西野七瀨
SHOCKER麾下的高階成員合成強化人，擅使長刀為武器。為瑠璃子的友人。
毒蠍強化人
飾演者：長澤雅美
SHOCKER麾下的高階成員合成強化人，說話時喜歡夾雜英文。
於衍生漫畫《这个世界上没有真正的安宁：新·假面骑士 SHOCKER Side》情節中，所設定的本名為「詩織」，並曾有母親因吸食過量毒品身亡，以及被養父教唆與其發生性關係的過去，導致其產生另一人格「毒蠍」（サソリ）。左手遭到一度失控的蜘蛛強化人扯下，整隻手以合成強化手術接回，可變形為蠍子鉗。
螳螂‧變色龍（KK）強化人
飾演者：本鄉奏多
SHOCKER首度製造出的人類、螳螂、變色龍三種合成型合成強化人。為了替蜘蛛強化人報仇，以匿蹤方式偷襲瑠璃子將她殺害，但隨即遭到一文字隼人（第2號）以騎士踢擊斃。
眼鏡蛇強化人
片中未出現，僅於對白中提及。
SHOCKER低階成員
通常出動時均戴著面具，並奉高階成員之命從事各種作戰行動。男性服裝為貝雷帽和西裝，女性為高暴露度的黑色開高衩緊身衣；會根據所跟隨的高階成員，穿上相關色彩的衣著。
大量產生型多形性蝗蟲強化人
一郎所準備的11名合成強化人，性質上更為凶暴。

### 其他角色
綠川一郎的母親
飾演者：市川實日子
因遭受隨機伤害而致死，使得绿川一郎认为“这个世界没有真正的安宁”，从而想要“创造一个没有暴力的世界”。在衍生漫畫《這個世界上沒有真正的安寧：新·假面騎士 SHOCKER Side》所設定的全名則為「綠川硝子」。
政府人員（立花）
飾演者：竹野內豐
情報機關人員（瀧和也）
飾演者：齋藤工 
本鄉猛的父親
飾演者：仲村亨
原為警員，在试图劝说劫持人质的罪犯时被刺死。此事使當時還是大學生的本鄉猛感受到强烈绝望，且成为他日後被SHOCKER选中的契机。
犯人
飾演者：安田顯
在挾持人質與警方對峙時，持刀將前來勸說的警員（本鄉猛的父親）殺害。
- 黃蜂強化人的手下：上杉柊平
- 毒蠍強化人的手下：上杉美浩

## 主要演員名單
- 本郷猛 / 假面騎士 - 池松壯亮
- 綠川瑠璃子 - 濱邊美波
- 一文字隼人 / 假面騎士第2號 - 柄本佑
- 綠川弘 - 塚本晉也
- SHOCKER的創始人 - 松尾鈴木（日语：松尾スズキ）
- 蝙蝠強化人 - 手塚通（日语：手塚とおる）
- 弘美／黃蜂強化人 - 西野七瀨
- 螳螂‧變色龍（KK）強化人 - 本鄉奏多
- 西裝男子（黃蜂強化人的手下） - 上杉柊平
- 毒蠍強化人 - 長澤雅美
- 本鄉猛的父親 - 仲村亨
- 犯人 - 安田顯
- 綠川一郎的母親 - 市川實日子
- K的聲音 - 松坂桃李
- 蜘蛛強化人（配音） - 大森南朋
- 谷遼（日语：谷遼）
- 大西賢斗
- 志波昴星
- 平野舞（日语：平野舞）
- 村本明久
- 加藤千尚
- 武本健嗣（日语：武本健嗣）
- 山中良弘（日语：山中良弘）
- 梅舟惟永（日语：梅舟惟永）
- 毒蠍強化人的手下 - 上杉美浩（日语：上杉美浩）
- 川崎琴之
- 橘萊亞
- 山田彩乃
- 小田桐麗奈
- 竹下雛乃
- 粟大和（日语：粟大和）
- 佐藤翔（日语：佐藤翔）
- 早川進人
- 檜山玲音
- 山本主稅
- 米田敬
- 渡邊潤
- 進藤光希
- 西田裕輔
- 村田佑輔
- 朝日玲奈斗
- 伊藤浩志
- 岩郷聰（日语：イワゴウサトシ）
- 宇江山由美子
- 小野聖佳
- 小野瀬侑子（日语：小野瀬侑子）
- 風木里咲
- 彩月
- 菅原理久十
- 初鹿史彌
- 細谷雄太
- 羊華
- 園田裕樹
- 月川修
- 小木下英樹
- 佐藤滿五郎
- 松林慶知
- 及川伸
- 松本善惠
- 三浦英知
- 今村亙
- 志村宗一郎
- 中田大輔
- 川西隆由樹
- 上田乃維
- 拉布守永（日语：ラブ守永）
- 村山·J·薩西
- 中村雄三
- 近藤隆幸
- 武田太一（日语：武田太一）
- 中村元太（日语：中村元太）
- 村井雄治
- 虎島貴明（日语：虎島貴明）
- 越後屋孔助（日语：越後屋孔助）
- 菊池康弘（日语：菊池康弘）
- 田島章寬
- 合田慎二郎（日语：合田慎二郎）
- 山口智廣
- 大南友希（日语：大南友希）
- 廣瀨沙耶（日语：広瀬さや）
- 情報機關人員（瀧和也）：齋藤工
- 政府人員（立花）：竹野內豐
- 綠川一郎 / 假面騎士第0號 - 森山未來

## 製作
該企劃首次在2021年4月3日舉行的《假面騎士系列》50周年企劃發表會上正式公開，由庵野秀明編劇和執導，並預計於2023年3月上映。該企劃由6年前開始計劃，但因2019冠狀病毒病疫情影響製作日程。2021年9月30日，在「新·假面騎士對庵野秀明展」聯合記者會上公佈主演陣容。2022年1月1日，公佈主角之一的一文字隼人由柄本佑飾演。

### 製作人員
- 製作：村松秀信、西新、野田孝寛、緒方智幸、古澤圭亮、藤田浩幸、菅井敦、香田哲朗、池邉真佐哉、飯田雅裕、池田篤郎、田中祐介
- 原作：石之森章太郎
- 監製：白倉伸一郎、和田倉和利
- 企劃、製片：紀伊宗之
- 製片：小出大樹
- 執行製片：森徹、森賢正
- 顧問：小野寺章
- 副製片人：川島正規
- 概念設計：庵野秀明[註 18]
- 設計：出渕裕[註 19]、前田真宏[註 20]、山下育人[註 21]
- 扮裝統籌・服裝設計：柘植伊佐夫
- 剪輯：辻田恵美
- 燈光：吉角莊介
- 美術：林田裕至
- 錄音：田中博信
- 攝影：市川修、鈴木啓造
- 武術指導：田淵景也
- 裝飾：坂本朗
- 裝置設計：郡司英雄
- 髮型化妝：成實、會川敦子
- VFX總監：佐藤敦紀
- 假面騎士造形製作：藤原カクセイ
- 蝴蝶強化人雛形製作：竹谷隆之
- 合成強化人造形統括：百武朋
- 動態擷取演員：掛川将希、小澤雄喜、藤田啓子、庵野秀明
- 動作預演總監：鬼塚大輔
- 後期製作總監：上田倫人
- VFX製片人：井上浩正、大野昌代
- 視覺開發指導：小林浩康
- 調色技師：齋藤精二
- 車輛特技與協調：西村信宏
- 片名標準字設計：庵野秀明、小林浩康
- 配樂：岩崎琢
- 整音：山田陽
- 音效：野口透
- 音響協力：菊池俊輔（引用原作配樂部分）
- 音樂製作人：島居理惠、本谷佑紀
- 宣傳製片人：湯口隆明
- 角色選角：杉野剛
- 劇本協力：山田胡瓜
- 劇本記錄：田口良子
- 助理導演：中山權正
- 宣傳片A・B導演：庵野秀明
- 超特報・特報・預告片導演：庵野秀明
- 假面騎士・假面騎士2號形象視覺：前田真宏
- 超預告海報/預告海報/主海報設計：庵野秀明、轟木一騎
- 取景地協助：田崎龍太
- 製作負責人：片平大輔
- 「新·假面騎士」製作委員會（東映、朝日電視台、旭通DK、Khara、萬代、電通、Horipro、Akatsuki、MBS、朝日新闻社、東寶藝能、GYAO!）
- 製片：東映、Cine Bazar
- 發行：東映
- 準導演：尾上克郎
- 副導演：轟木一騎
- 助理導演：中山權正
- 編劇、光學作畫、總宣傳監修、導演：庵野秀明

## 發行

### 營銷
《新·假面騎士》的前導預告於2021年9月30日的新聞發布會上公開，同時公佈了主演池松壯亮和濱邊美波的選角。預告片忠實再現了原作系列的片頭曲片段，並展示了假面騎士一號、旋風號和標誌性反派蜘蛛怪人的設計。2022年2月，東寶、khara、東映和圓谷製作宣布了一個合作項目「新·日本英雄宇宙」，旨在進行商品銷售、特殊活動和聯動企劃。該項目匯集庵野秀明參與的帶有「シン・」（Shin）片名的作品。並在大阪市阿倍野區的阿倍野海闊天空美術館舉行的庵野秀明展覽中展出了電影中假面騎士的雕像。
電影的劇場發行海報、第二個預告片以及更多的選角資訊在2022年5月13日公開，與《新超人力霸王》的上映同時進行。

### 上映
《新·假面騎士》於2023年3月17日下午6點在日本的特定電影院首映，翌日在全國上映。演員們在首映日進行了「舞台問候」，電影也在IMAX、4DX和杜比影院放映。2021年4月，白倉伸一郎宣布電影將在國際上發行，但確切的日期尚未確定。
電影於2023年5月31日通過Fathom Events發行在美國劇場上映。它還將於2023年5月20日於泰國、6月2日於臺灣、6月22日於香港及澳門、6月30日在印度尼西亚、7月5日在菲律賓、7月6日在馬來西亞和7月20日在新加坡上映。
在日本上映時，該片分級為「PG12指定」，在台灣上映分級為「輔導12級」，在香港及澳門上映分級分別為「IIA」級和「B組」。

### 家庭媒體
電影在2023年7月21日，於全球200多個國家和地區的亞馬遜Amazon Prime Video獨家發行。2024年11月20日，則於日本正式發行DVD、BD與UHD版影音光碟。

## 票房
電影發行時，《新·假面騎士》被預測其票房收入將達到20億日元，僅為前作《新·超人力霸王》票房收入的一半。並在首週三天內獲得了5.42億日元（約412萬美元）的票房收入，位居日本票房排行榜第二名（僅次於《我的幸福婚約》）。電影在日本票房排行榜上持續位居第三名（僅次於《媽的多重宇宙》和《我的幸福婚約》），直到2023年3月27日重新回到第二名。
2023年4月3日，Crunchyroll的小松宏一指出，該片在第三個週末下降了兩個名次，位居第五名，累計票房達到15億日元（1166萬美元）。該片在御宅族社群的反響遠不如前兩部《新·日本英雄宇宙》系列電影，最終的票房表現可能無法達到最初預測的20億日元。不過在2023年4月24日，該片被宣布成為《假面騎士系列》系列中票房最高的作品，累計票房達到20.2億日元（1502萬美元）。

### 評價
該片在評論界獲得了大多數正面評價，但觀眾評價褒貶不一。根據評論匯總網站爛番茄的18篇評論，該片獲得了89%的好評，平均評分為7/10。
IGN日本的葛西肇給予該片7/10的評價，表示它「似乎擴展了庵野秀明的非人類世界觀，並且比《新世紀福音戰士》系列更為深入。」。
《日本時報》的麥特·施瑞給予該片3.5/5的評分，稱儘管它「足夠讓觀眾在電影院度過兩個小時的樂趣」，但對於那些看過庵野秀明最佳作品的人來說，它反而會「稍微令人失望」。施瑞寫道：「這是相當愚蠢的東西，庵野秀明充分展現了1970年代風格的滑稽。但這不是一個諷刺，他只是玩得開心而非戲謔。他對原作的尊重是顯而易見的，我相信《假面騎士》的粉絲們會在電影發現許多彩蛋和參考資料。」
Anime News Network的李察·艾森貝斯給予該片B+的總體評分，稱它是「一部堅實的電影，也是對特攝電視節目的一封情書」。

## 未來
在四月的放映活動中，在被問到有關電影未來的走向時，庵野表示自己事實上正向東映推廣他的續作方案，並命名為《新・假面騎士：假面之世界》（シン・仮面ライダー 仮面の世界）。
故事劇情元素，將會參考石之森章太郎《假面騎士》漫畫版的最後未完結篇章，集中於現在被本鄉於腦中指導的一文字，對抗獲得政府人士及官僚支持的修卡，因日本高層希望製作有如後者等級的人工智慧，繼以持續進行修卡的行動；庵野表示自己早已在製作本片時就有續作的雛形，希望可以取得東映的同意展開製作，然而庵野亦表示由於自己三十年以來不斷工作，不會馬上開始具體籌劃，將會暫時休息直到他認為可以回歸為止。

## 注解
1. ↑  依照「新·日本英雄宇宙」系列電影上映順序。
2. ↑  剧中这一概念为“プラーナ”，是一种生命能量，即为在印度医学与瑜伽中的Prana，意为“气”“风”。
3. ↑  所有被改造的強化人，在戰鬥中都會消耗“氣”，若消耗太多則會死亡。另外在片中本鄉曾提到自己「不會感到飢餓」，是因為本鄉可透過自動吸收環境周遭生命的“氣”來維持身體能量，也因為發現此種機制對於生態所造成的負面影響，綠川博士才會在改造本鄉後就終止了蝗蟲強化人的研究，不再繼續研發此類型的昆蟲合成強化人。
4. ↑  致敬原作人物立花藤兵卫与泷和也。但兩人在本片是直到片末情節中，才對一文字隼人自報名號。
5. ↑  剧中原文为“habitat sekai”，直译为“栖地世界”。
6. ↑  由於與綠川一郎決戰之前，本鄉的頭盔就已經藉由瑠璃子之手於事前做過韌體更新處理，因此在本鄉死後，頭盔並未隨之化為泡沫溶解而依然留存。
7. ↑  此設定同石之森章太郎的漫畫版本。1971年特攝版中，一文字隼人的職業則設定為自由攝影師。
8. ↑  同樣為漫畫設定，一文字隼人於漫畫版中為前來襲殺本鄉猛的刺客，特攝版本以及村枝賢一的延伸漫畫《假面騎士SPIRITS》中，則提到是由本鄉猛在洗腦手術前救出後形成共同陣線。
9. ↑  曾於《正宗哥吉拉》飾演間邦夫一角。
10. ↑  曾於《正宗哥吉拉》片中，飾演獨立記者早船達也一角。
11. ↑  自《狂戀高校生》起就多次參與庵野作品演出，近年並曾於《正宗哥吉拉》飾演文部科學大臣關口悟郎一角，本片為他與庵野的第四度合作。
12. ↑  長澤雅美曾於《新·超人力霸王》飾演女主角淺見弘子。
13. ↑  數量和參考石之森章太郎漫畫版本的修卡騎士數量一致，特攝版中只有六位登場。
14. ↑  曾於庵野秀明2004年的作品《甜心戰士》中飾演秋夏子，後於《正宗哥吉拉》片中飾演尾頭弘美一角。
15. ↑  曾陸續於《正宗哥吉拉》、《新·超人力霸王》參與演出。
16. ↑  全名於本片BD版映像特典中確認。
17. ↑  齋藤工曾於《正宗哥吉拉》演出，並於《新·超人力霸王》飾演男主角神永新二。
18. ↑  並擔任假面騎士胸部與背部的設計。
19. ↑  擔任合成強化人（蜘蛛強化人、黃蜂強化人、螳螂變色龍（K・K）強化人、蝴蝶強化人）的頭部與面具內部，以及SHOCKER與各合成強化人的標誌圖案設計。
20. ↑  擔任假面騎士的面具、手套、長靴，以及各合成強化人頸部以下部位，與蝙蝠強化人的臉部設計。
21. ↑  擔任旋風號、常用旋風號、假面騎士的腰帶、人工智慧「K」的造型設計。

## 外部連結
- 官方网站（日語）
- 新·假面騎士的X（前Twitter）（日語）
- 互联网电影数据库（IMDb）上《新·假面騎士》的资料（英文）
- Box Office Mojo上《新·假面騎士》的资料（英文）
- 爛番茄上《新·假面騎士》的資料（英文）
- Metacritic上《新·假面騎士》的資料（英文）
- AllMovie上《新·假面騎士》的资料（英文）
- 開眼電影網上《新·假面騎士》的資料（繁體中文）
- 豆瓣电影上《新·假面騎士》的資料 （简体中文）